# Toby Jones
Toby Edward Heslewood Jones, född 7 september 1966 i Hammersmith i London, är en brittisk skådespelare. I Sverige är han kanske mest känd för sin medverkan i Morden i Midsomer och The Hunger Games. Han är son till skådespelaren Freddie Jones.

## Filmografi i urval
- 1992 – Orlando (Valet)
- 1993 – Dropping the Baby (Babyman)
- 1994–1995 – Mystery! Cadfael (Griffin i TV-serie)
- 1998 – Les Misérables (Dörrvakt)
- 1999–2000 – Morden i Midsomer (Dan Peterson i TV-serie)
- 2002 – Harry Potter och Hemligheternas kammare (Dobbys röst)
- 2004 – Finding Neverland (Smee)
- 2006 – Capote – en iskall mordgåta (Truman Capote)
- 2006 – Kärlekens slöja (Waddington)
- 2007 – The Mist (Ollie Weeks)
- 2008 – Frost/Nixon (Swifty Lazar)
- 2008 – W. (Karl Rove)
- 2008 – City of Ember (Bardon Snode)
- 2010 – Harry Potter och dödsrelikerna – Del 1 (Dobbys röst)
- 2011 – Ritualen (Father Matthew)
- 2011 – Captain America: The First Avenger (Dr. Arnim Zola)
- 2011 – Tintins äventyr: Enhörningens hemlighet (Aristides Filosell)
- 2011 – Tinker, Tailor, Soldier, Spy (Percy Alleline)
- 2012 – The Hunger Games (Claudius Templesmith)
- 2012 – Snow White and the Huntsman (Coll)
- 2012 – Berberian Sound Studio
- 2012 – The Girl (Alfred Hitchcock)
- 2013 – The Hunger Games: Catching Fire (Claudius Templesmith)
- 2013 – Leave To Remain (Mr. Nigel)
- 2014 – Captain America: The Winter Soldier (Dr. Arnim Zola)
- 2014 – Serena (Sheriff McDowell)
- 2014 – By the Gun (Jerry)
- 2014 – Marvellous (Neil Baldwin)
- 2015 – Tale of Tales (Highhills Kung)
- 2015 – Wayward Pines (TV-serie) (David Pilcher/Dr. Jenkins)
- 2015 – Agent Carter (TV-serie) (Dr. Arnim Zola)
- 2016 – Dad's Army (Captain Mainwaring)
- 2016 – Alice i Spegellandet (röst till Wilkins)
- 2017 – Snömannen
- 2017 – Atomic Blonde (Eric Gray)
- 2018 – Naken i Normandie (Newman)
- 2018 – Jurassic World: Fallen Kingdom (Gunnar Eversol)
- 2018 – Christoffer Robin & Nalle Puh (Ugglas röst)
- 2022 – The Pale Blue Eye (Dr. Daniel Marquis)
- 2023 – Indiana Jones and the Dial of Destiny (Basil)
- 2025 – A Cruel Love: The Ruth Ellis Story (TV-serie)